# Cone Sul
Cone Sul
| Regiões incluídas em todas as acepções. Regiões geralmente incluídas, mas não sempre. Estados brasileiros não incluídos. |

| Área                                | 7.372.685 km²                                                            |
| População                           | 139.015.454 (2008 est.)                                                  |
| Densidade                           | 22.9/km²                                                                 |
| Países                              | 4 ou 5                                                                   |
| Dependências                        | 18                                                                       |
| Gentílico                           | sul-americano                                                            |
| Línguas                             | espanhol, português, italiano e outras                                   |
| Fuso horário                        | UTC até UTC -10:00                                                       |
| Maiores aglomerações urbanas (2005) | São Paulo Santiago Buenos Aires Porto Alegre Curitiba Córdoba Montevideo |

O Cone Sul (em castelhano:  Cono Sur) é uma região composta pelas zonas austrais da América do Sul, ao sul do Trópico de Capricórnio, formando uma espécie de grande península que define o sul do subcontinente. Geograficamente, o Cone Sul da América é a porção sul do continente americano, cuja forma se assemelha a de um triângulo escaleno.
- Em sua classificação tradicional, a região é composta geopoliticamente por Argentina, Chile e Uruguai, e seu território ocupa uma área total de 3 712 454 km², limitado a norte por Bolívia, Brasil, Paraguai e Peru; a leste pelo Oceano Atlântico; a sul pelo Estreito de Drake, o ponto do continente mais próximo da Antártida) e a oeste pelo Oceano Pacífico.[2][3]
- O Paraguai é às vezes incluído,[3] devido a área geográfica da região e aspectos históricos e políticos, mas sua exclusão surge quando se consideram as suas características econômicas e sociais que o distinguem dos outros países da região.
- Em seu sentido mais amplo, em termos de semelhanças entre os países da área, incluiria Argentina, Chile, Uruguai e o sul do Brasil, composto pelos estados brasileiros do Paraná, Rio Grande do Sul e Santa Catarina. A área total da área delimitada com a inclusão dessa região chegaria então a 4 290 283 km². Também inclui-se o estado brasileiro de São Paulo a o Cone Sul, devido a várias características em comum com os outros países da região, como clima, proximidade, alta industrialização e urbanização e um grande PIB.[4]

A principal língua falada na região é o espanhol, devido à colonização espanhola do século XVI ao XIX; se incluir o Brasil, a língua mais falada seria o português. A alta expectativa de vida, o mais alto Índice de Desenvolvimento Humano (IDH) da América Latina, o alto padrão de vida e a participação significativa nos mercados globais e as economias emergentes dos seus membros fazem o Cone Sul uma das mais prósperas macrorregiões da América Latina.

## Geografia

### Geomorfologia

Imagem de satélite do Cone Sul por mês

Entre os elementos geográficos de destaque, encontram-se:
- A cordilheira dos Andes, que no Cone Sul adquire as maiores altitudes do hemisfério sul, inclusive seu ponto culminante (o Aconcágua); em contrapartida, também estão as maiores depressões continentais do Hemisfério Sul, sob o nível do mar (Grande Depressão de San Julián).
- As amplas e férteis planícies dos Pampas e o Chaco, contrastadas pela chamada Diagonal Árida que se estende desde o Deserto do Atacama até certas regiões semidesérticas da Patagônia Oriental.
- O planalto da Patagônia, a Terra do Fogo, as Ilhas Malvinas (ocupadas pelo Reino Unido e reivindicadas pela Argentina).
- Os grandes estuários e rios: desde o mais largo do mundo (o Rio da Prata), os grandes rios da Bacia do Prata como os rios Paraná, o Paraguai, o Uruguai, o Iguaçu, o Pilcomayo, o Bermejo e o Salado del Norte, que formam um sistema de retroalimentação com o Aquífero Guarani.
- O Mar da Argentina, uma das mais extensas plataformas continentais do mundo.
- Os Campos de Gelo da Patagônia, acompanhados de grandes glaciares ativos.
- Grandes e importantes sistemas lacustres de origem glaciar, como os que se encontram no sul do Chile e na região andino-patagônica da Argentina e do Chile.

### Clima

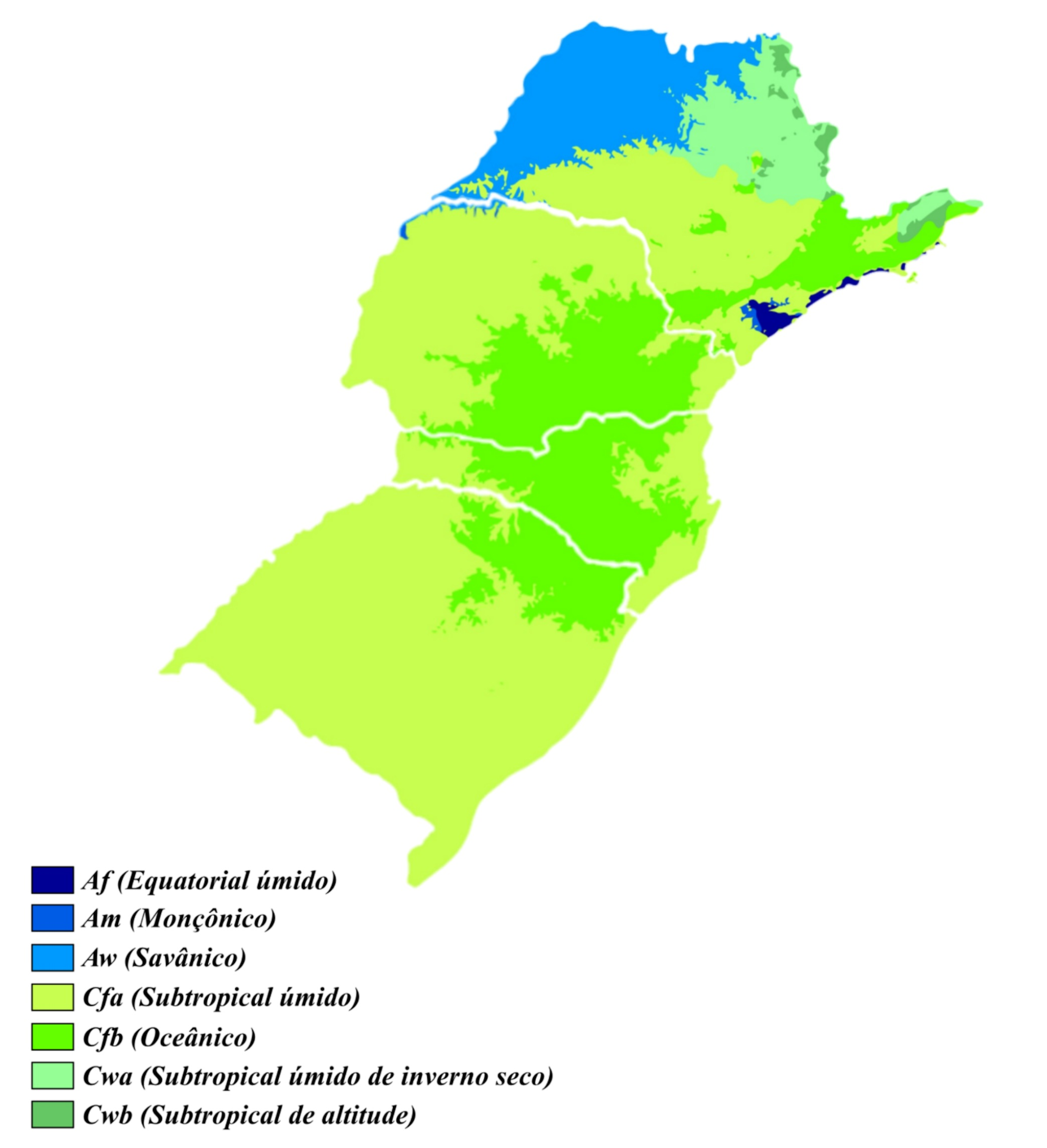
Classificação climática Kopper, Brasil, região Sul e estado de São Paulo.

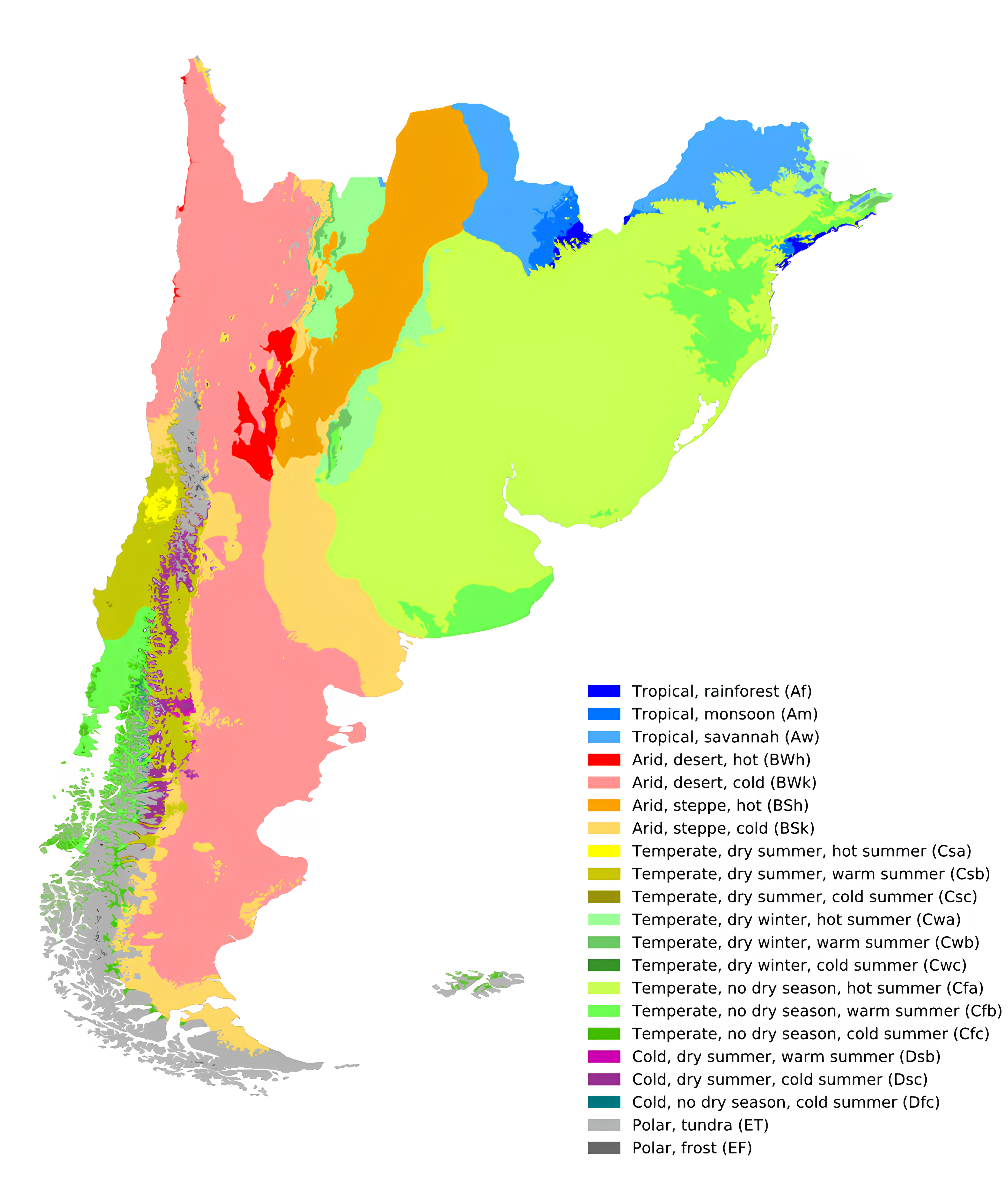
Classificação climática Kopper, Cone Sul.

O clima predominante na região é o clima temperado, com quatro estações bem definidas. O extremo sul da região tem um clima de tundra isotérmica.
O centro-norte da região (Uruguai, sul do Brasil e parte da Argentina) tem clima subtropical. O norte do Chile tem o deserto do Atacama, um dos mais secos da terra. A Patagônia Oriental tem um clima semiárido frio.
O extremo norte da região tem clima tropical. A cidade de Santiago do Chile tem clima do tipo mediterrâneo, e a região da Serra da Mantiqueira, no sudeste do Brasil, tem clima sub tropical de altitude.

## Demografia

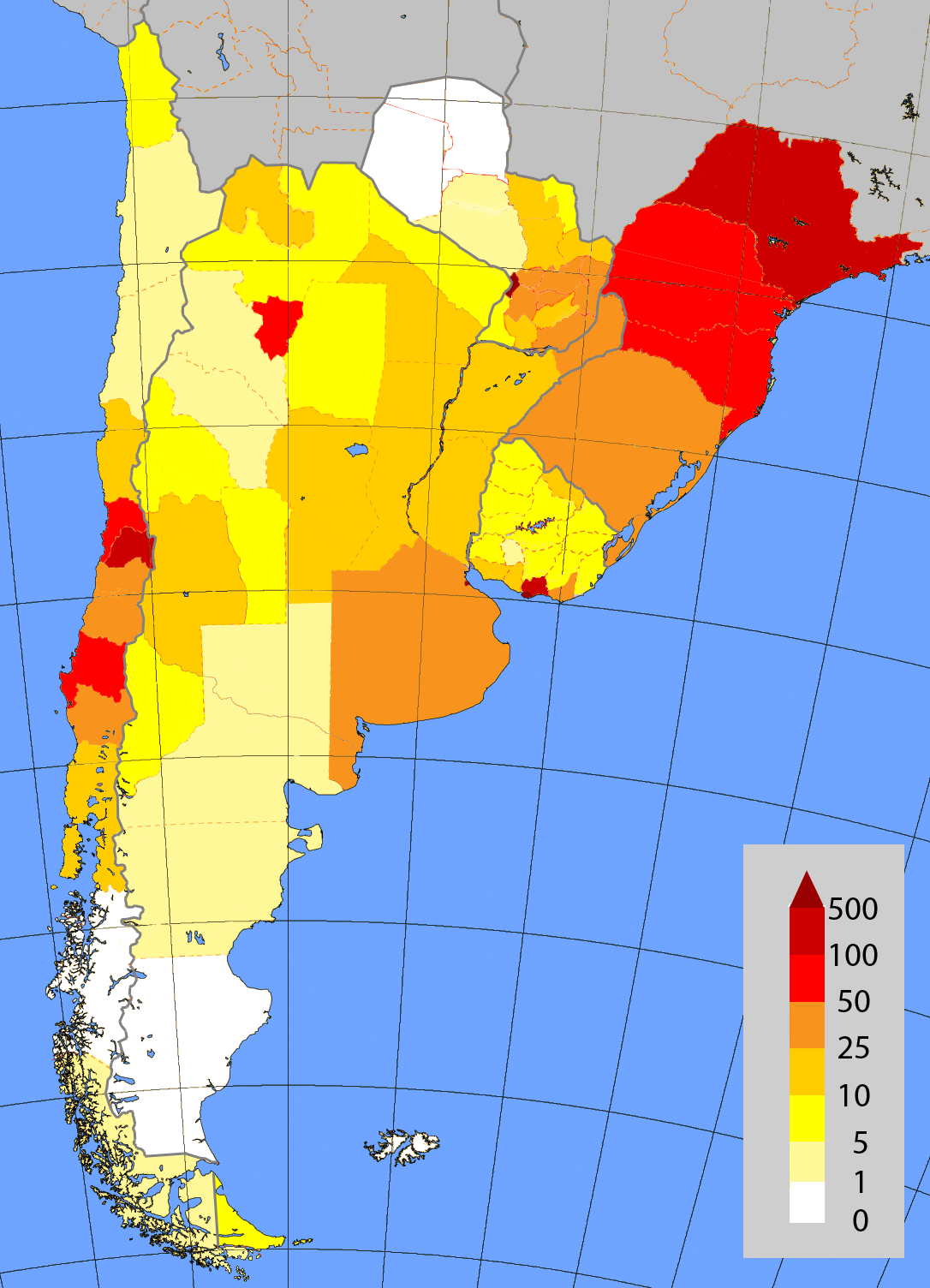
Densidade de população do Cone Sul, por habitantes/km².

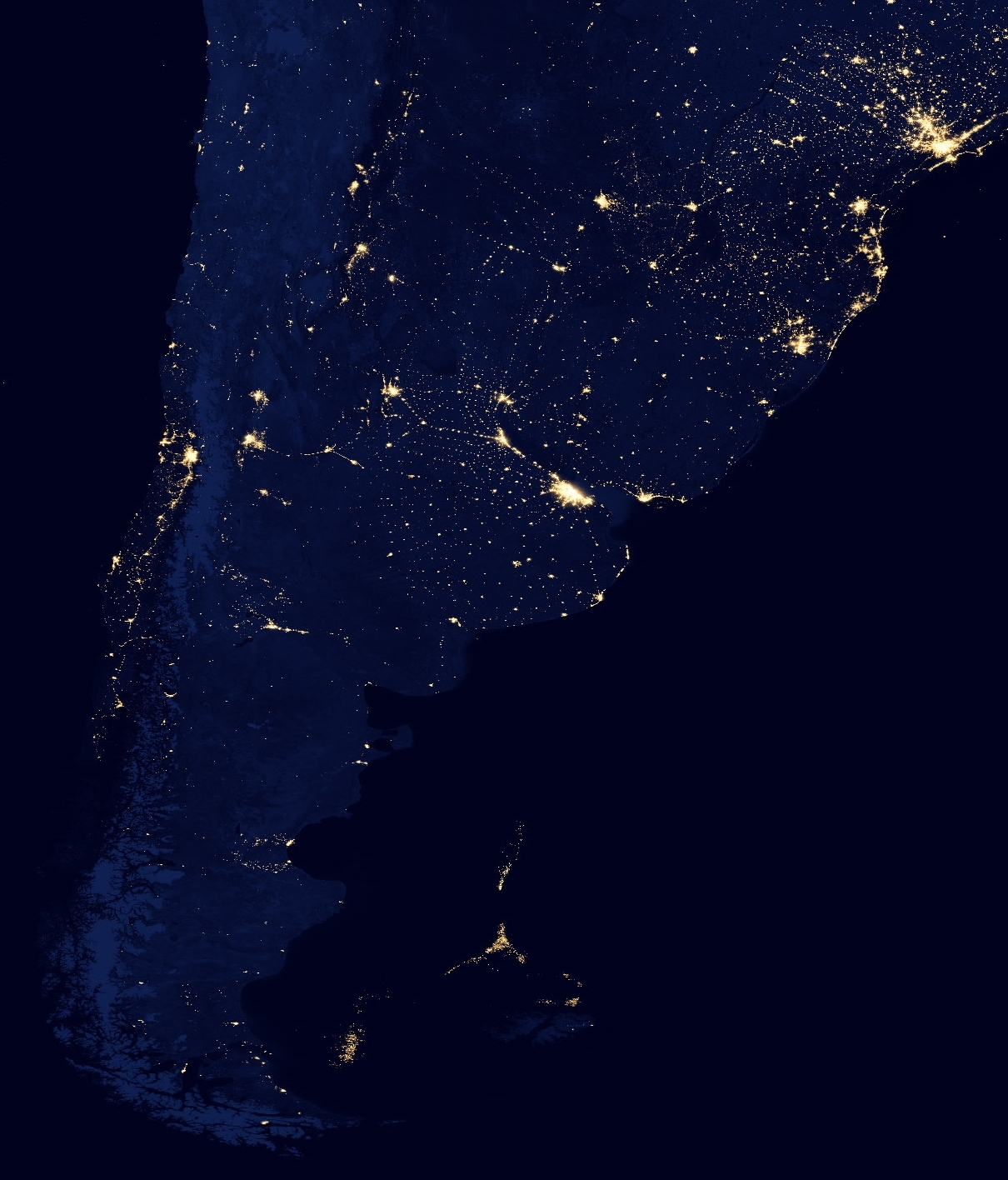
Imagem de satélite da região à noite.

A Argentina, o Uruguai e o Chile somam 61,95 milhões de habitantes, e têm baixa taxa de natalidade. As capitais desses países – Buenos Aires, Santiago e Montevidéu – estão praticamente em um mesmo paralelo geográfico. O Sul do Brasil e o estado de São Paulo, somados, têm 73,24 milhões de habitantes. Incluindo-se o Paraguai, com 7,36 milhões, a região totaliza 142,55 milhões de habitantes.

### Composição étnica
| Local                     | Italiana (%) |
| ------------------------- | ------------ |
| Argentina                 | 62,5         |
| Chile                     | 3,0          |
| Paraná, Brasil            | 39,4         |
| Rio Grande do Sul, Brasil | 22,1         |
| Santa Catarina, Brasil    | 60,0         |
| São Paulo, Brasil         | 32,5         |
| Uruguai                   | 44,0         |
| Paraguai                  | 40,0         |

As populações na Argentina, Chile, Uruguai e do Brasil são, em sua maioria, descendentes de europeus. principalmente provenientes da Itália, Espanha, Portugal, Alemanha e países eslavos. Outras etnias importantes são os descendentes de asiáticos, principalmente no Brasil (São Paulo e norte do Paraná) e de africanos (Brasil e Uruguai).
Na Argentina, a herança europeia é a predominante, mas com significativa herança indígena, e presença de contribuição africana também. Um estudo genético, realizado em 2009, revelou que a composição da Argentina é 78,50% europeia, 17,30% Indígena, e 4,20% Africana. Em Buenos Aires, um estudo genético encontrou contribuição indígena de 15,80% e africana de 4,30%. Na região de La Plata, as contribuições europeia, indígena e africana foram, respectivamente, 67.55% (+/-2.7), 25.9% (+/-4.3), e 6.5% (+/-6.4). Quanto à população de Mendoza, um estudo genético encontrou a seguinte composição autossômica (DNA herdado tanto por parte de mãe quanto por parte de pai e que permite inferir toda a ancestralidade de um indivíduo): 46,80% de ancestralidade europeia, 31,60% indígena e 21,50% africana.
Os brasileiros ("brancos", "pardos" e "negros"), no geral, possuem ancestralidades europeia, africana e indígena. A europeia sendo importante sobretudo nos "brancos" e "pardos". A ancestralidade "africana" é maior entre os "negros". A ancestralidade indígena encontra-se presente em todas as regiões, em "brancos", "pardos" e "negros" brasileiros, embora tendendo a um grau menor. De acordo com um estudo de DNA autossômico de 2008, conduzido pela Universidade de Brasília (UnB), com "brancos", "pardos" e "negros", a ancestralidade europeia é a predominante em todas as regiões do Brasil, respondendo por 65,90% da herança da população, seguida de uma grande contribuição africana (24,80%) e de uma contribuição indígena menor (9,3%). De acordo com o estudo autossômico de 2011, com aproximadamente 1 000 amostras de brasileiros "brancos", "pardos" e "negros", levado a cabo pelo geneticista brasileiro Sérgio Pena, o componente europeu é o predominante na população do Brasil, em todas as regiões nacionais, com contribuições africanas e indígenas. De acordo com esse estudo, a ancestralidade europeia responde por 70% da herança da população brasileira. Esse estudo foi realizado com base em doadores de sangue, sendo que a maior parte dos doadores de sangue no Brasil vêm das classes mais baixas (além de enfermeiros e demais pessoas que laboram em entidades de saúde pública, representando bem, assim, a população brasileira). Esse estudo constatou que os brasileiros de diferentes regiões são geneticamente muito mais homogêneos do que se esperava, como consequência do predomínio europeu (o que já havia sido mostrado por vários outros estudos genéticos autossômicos, como se pode ver abaixo). “Pelos critérios de cor e raça até hoje usados no censo, tínhamos a visão do Brasil como um mosaico heterogêneo, como se o Sul e o Norte abrigassem dois povos diferentes”, comenta o geneticista. “O estudo vem mostrar que o Brasil é um país muito mais integrado do que pensávamos.” A homogeneidade brasileira é, portanto, muito maior entre as regiões do que dentro delas, o que valoriza a heterogeneidade individual. Essa conclusão do trabalho indica que características como cor da pele são, na verdade, arbitrárias para categorizar a população. Já de acordo com um estudo genético autossômico feito em 2010 pela Universidade Católica de Brasília, publicado no American Journal of Human Biology, a herança genética europeia é a predominante no Brasil, respondendo por entre 75% e 80% total, "brancos", "pardos" e "negros" incluídos. Os resultados também mostravam que, no Brasil, indicadores de aparência física, como cor da pele, dos olhos e dos cabelos, têm relativamente pouca relação com a ascendência de cada pessoa (ou seja, o fenótipo de uma pessoa não indica claramente o seu genótipo). Esse estudo foi realizado com base em amostras de testes de paternidade gratuitos, conforme exposto pelos pesquisadores: "os teste de paternidade foram gratuitos, as amostras da população envolvem pessoas de variável perfil socioeconômico, embora provavelmente com um viés em direção ao grupo dos 'pardos'". De acordo com outro estudo, de 2009, os brasileiros, como um todo, e de todas as regiões, e independentemente de aparência ou classificação pelo censo, estão bem mais perto dos europeus do que dos mestiços do México, e dos africanos, do ponto de vista genético.
A maioria da população chilena é de origem europeia (52%), seguida de mestiços (43%) e uma minoria indígena (5%). Um estudo genético feito pela Universidade de Brasília (UnB), em 2008, revelou que a composição genética do Chile é 51,60% Europeia, 42,10% Indígena e 6,30% Africana. As camadas sociais mais baixas apresentam maior grau de ancestralidade indígena, enquanto as camadas mais altas têm mais ancestralidade europeia. Um outro estudo genético realizado em pessoas de Santiago, capital do Chile, encontrou uma mistura de ancestralidade, sendo 57% europeia e 43% indígena. Os habitantes de Concepción, outra cidade chilena, têm 65% de ancestralidade europeia e 36% indígena. Já os habitantes de Puerto Montt têm 53% de origem indígena e 47% europeia. Na localidade de Laitec a ascendência é 80% ameríndia e 20% europeia, enquanto em Poposo é 60% ameríndia e 40% europeia. Os índios chilenos são predominantemente de ancestralidade indígena. Um estudo genético envolvendo índios aymará encontrou 96% de sangue indígena e 4% de europeu ou africano. Os mapuches já são mais misturados, tendo 73% de sangue ameríndio e 27% de europeu ou africano. Os pehuenches têm ancestralidade 95% indígena e 5% não índio, enquanto os alacaluf são 89% índios e 11% europeu ou africano. Mais de 80% do DNA mitocondrial chileno é de origem indígena (o DNA mitocondrial é transmitido de mãe para mãe). Na linhagem paterna (DNA revelado pelo cromossomo y), a contribuição indígena chega a 30%. Do ponto de vista autossômico, i.e, a soma dos antepassados de um dado indivíduo, o chileno médio tende a revelar um alto grau de contribuição europeia com uma larga contribuição indígena, como exposto no parágrafo anterior.
De acordo com um estudo genético de 2013, a composição genética do Chile é 52% europeia, 44% indígena e 4% africana.
A população do Uruguai é origem principalmente europeia. No decorrer do século XIX e do século XX, o Uruguai atraiu milhares de imigrantes europeus, com a intenção de povoar seu território com baixa densidade demográfica. A grande maioria desses imigrantes era de italianos e espanhóis, embora o Uruguai também tenha recebido imigrantes de outros países da Europa. Principalmente no interior do país, a população mantém ainda alguns traços ameríndios e africanos.
Um estudo genético de 2009, publicado no American Journal of Human Biology, revelou que a composição genética do Uruguai é principalmente europeia, mas com contribuição indígena (que varia de 1% a 20% em diferentes partes do país) e significativa contribuição africana (7% a 15% em diferentes partes do país). A contribuição indígena no Uruguai foi estimada em 10%, em média, para a população inteira. Esse número sobe a 20% no departamento de Tacuarembó, e desce a 2% em Montevidéu. O DNA mitocondrial indígena chega a 62% em Tacuarembó. Um estudo genético de 2006 encontrou os seguintes resultados para a população de Cerro Largo: contribuição europeia de 82%, contribuição indígena de 8% e contribuição africana de 10%. Esse foi o resultado para o DNA autossômico, o que se herda tanto do pai quanto da mãe e permite inferir toda a ancestralidade de um indivíduo. Na linhagem materna, DNA mitocondrial, os resultados encontrados para Cerro Largo foram: contribuição europeia de 49%, contribuição indígena de 30%, e contribuição africana de 21%.
Embora o Paraguai não inclua a raça em nenhum item do censo, exceto para a raça indígena, a estimativa da população euro-descendente seria de 20%-30%. Na maioria dos casos, italianos e alemães. Estas foram as mesmas pessoas que desempenharam um papel importante na repopulação do país após a Guerra do Paraguai.
O Paraguai tem uma história de outros assentamentos, especialmente no século 20: Alemães com o ditador paraguaio Alfredo Stroessner (Presidente, 1954-1989) de ascendência alemã; italianos (cerca de 40% da população total do Paraguai é de ascendência italiana total ou parcial); japoneses com okinawanos; coreanos; chineses; árabes; poloneses; europeus do sul; e judeus.

## Padrão de vida
Outra característica notável do Cone Sul é o seu padrão e qualidade de vida relativamente elevados. O Índice de Desenvolvimento Humano (IDH) de Chile, Argentina e Uruguai (0,845 na Argentina, 0,851 no Chile e 0,808 no Uruguai, respectivamente) é o mais alto da América Latina e semelhantes aos de países mais ricos da Europa Oriental, tais como a Eslovênia, Polônia ou Hungria. O Uruguai, onde o analfabetismo tecnicamente não existe, atinge o mesmo nível nesta área, mesmo considerando que enfrenta restrições quanto ao seu crescimento industrial e econômico. O Cone Sul é a mais próspera macro-região da América Latina, tendo alta expectativa de vida e acesso à saúde e educação. Do ponto de vista econômico, a região tem sido elogiada por sua participação significativa nos mercados globais e pelo perfil de "emergente" de sua economia. No entanto, os altos níveis de desigualdade de renda ainda são preocupantes.
| País                    | PIB per capita (PPC) (est. de 2012) USD | Igualdade de renda (2011) Coeficiente de Gini | Índice de pobreza (2007) IPH-1 % | Desenv. humano (est. de 2011) IDH | Qualidade de vida (2005) index | Crescimento econômico anual (2010) % | Perfimance ambiental (2008) IDA | IEF 2011 | IPC 2010 | ILE 2011 | IGP 2011 | ID 2010 |
| ----------------------- | --------------------------------------- | --------------------------------------------- | -------------------------------- | --------------------------------- | ------------------------------ | ------------------------------------ | ------------------------------- | -------- | -------- | -------- | -------- | ------- |
| Cone Sul                | 17.359                                  | 46,8                                          | 3,3                              | 0,795 (A)                         | 6,766                          | 7,6                                  | 82,5                            | 42,6     | 5,7      | 69,7     | 1,694    | 7,54    |
| México                  | 15.177                                  | 51,7                                          | 5,9                              | 0,770 (A)                         | 6,542                          | 5,4                                  | 79,8                            | 75,1     | 3,1      | 67,8     | 2,362    | 6,93    |
| América do Sul          | 9.389                                   | 51,7                                          | 9,1                              | 0,705 (A)                         | 6,000                          | 6,0                                  | 79,4                            | 77,3     | 2,9      | 55,7     | 2,190    | 6,19    |
| América Central Ístmica | 8.033                                   | 52,2                                          | 12,6                             | 0,662 (M)                         | 5,897                          | 3,8                                  | 79,3                            | 70,6     | 3,4      | 63,3     | 2,077    | 6,53    |

Cone Sul =  Argentina  Chile  Uruguai
México =  México
América do Sul =  Brasil  Colômbia  Venezuela  Paraguai  Equador  Peru  Bolívia
América Central =  Costa Rica  Panamá  Nicarágua  Honduras  El Salvador  Guatemala

## Inclusão de outros países

### Brasil
Sendo o Brasil um país de dimensões continentais, apresenta grandes diferenças regionais internas.
Enquanto sua parte mais meridional está correlacionada em questões naturais e socioeconômicas com a Argentina, o Uruguai e o Chile, destacando ainda que certas regiões como o estado de São Paulo têm maior PIB e PIB per capita que esses três países, o norte se assemelha mais aos demais países sul-americanos nessas questões.
Por isso, o Brasil é incluso em algumas acepções quando se fala em Cone Sul, mas excluído em outras. Quando a definição não se limita a países inteiros, em geral são incluídos na região os estados da região Sul e o estado de São Paulo.

### Paraguai
Devido à proximidade geográfica, história comum, geografia e ciclos políticos, o Paraguai costuma ser incluído no que se entende por Cone Sul. Entretanto, contrasta fortemente com os demais países dada a diferença econômica entre os outros países, um padrão de vida menor em comparação com seus vizinhos do Cone Sul, e também o baixo nível de industrialização, sendo por isso algumas vezes excluído da definição.

## Política

### Movimentos separatistas e autonomistas
A partir da década de 1990, emergiram movimentos separatistas na região. Em 18 de fevereiro de 1990, foi criada a organização secessionista Movimento Pela Independência do Pampa, com o objetvo de buscar a independência do Rio Grande do Sul perante o Brasil, e o estabelecimento de uma democracia republicana rio-grandense. Em 18 de julho de 1992, em Laguna, foi criada a organização O Sul É o Meu País, que busca, através da rota democrática e plebiscitária, a separação do Paraná, Rio Grande do Sul e Santa Catarina, com o objetivo de formar um novo país. Esse movimento tem como referência a República Juliana e a República de Rio-Grandense. Em 1992, foi criado o Movimento São Paulo Independente, com o objetivo de tornar São Paulo independente do Brasil. Porém o movimento entrou em hibernação após a morte do fundador na década de 2000, sendo recriado em 2013, atuando principalmente na internet, com mais de 40 mil seguidores. Ainda em São Paulo, em 9 de julho de 2001, nas comemorações da Revolução de 1932, surgiu o Movimento República de São Paulo, uma organização confederalista que também apoia a autodeterminação dos paulistas através do secessionismo. Por outro lado, no Chile e na Argentina, vários grupos indigenistas Mapuche procuram instâncias pela autonomia ou a independência da região cultural que eles chamam de Wallmapu, isto é, as terras controladas pelos mapuche até o final do século XIX, que também cobriria parte da Argentina.